# 真伝町
真伝町（しんでんちょう）は、愛知県岡崎市本庁地区の町名。丁番を持たない単独町名であるが、小字が設置されている。

## 地理
岡崎市の中心からやや北東に位置する。

### 河川
- 前田川

### 小字
- 字荒戸（あらと）
- 字大山（おおやま）
- 字鐘鋳（かねい）
- 字亀山（かめやま）
- 字吉祥（きちじょう）
- 字供養坊（くようぼう）
- 字魂場（こんば）
- 字寒風（さむかぜ）
- 字四反田（したんだ）
- 字清水谷（しみずだに）
- 字続木屋敷（つづきやしき）
- 字ひささぎ（ひささぎ）
- 字抱六岩（ほうろくいわ）
- 字前田（まえだ）
- 字満場（まんば）

## 世帯数と人口
2019年（令和元年）5月1日現在の世帯数と人口は以下の通りである。
| 町丁   | 世帯数    | 人口    |
| ------ | --------- | ------- |
| 真伝町 | 1,321世帯 | 3,245人 |

### 人口の変遷
国勢調査による人口の推移
| 1995年（平成7年）  | 2,355人 | [ 4 ] |  |
| 2000年（平成12年） | 3,115人 | [ 5 ] |  |
| 2005年（平成17年） | 3,750人 | [ 6 ] |  |
| 2010年（平成22年） | 5,032人 | [ 7 ] |  |
| 2015年（平成27年） | 6,315人 | [ 8 ] |  |

## 小・中学校の学区
市立小・中学校に通う場合、学区は以下の通りとなる。
| 区域                             | 小学校             | 中学校             |
| -------------------------------- | ------------------ | ------------------ |
| 字吉祥・字清水谷のうち通称滝団地 | 岡崎市立常磐小学校 | 岡崎市立常磐中学校 |
| その他                           | 岡崎市立井田小学校 | 岡崎市立葵中学校   |

## 歴史
額田郡滝村の一部（滝新田村）を前身とする。

### 町名の由来
明治初期に滝山寺領の御宮領であった滝新田村に由来する。

### 沿革
- 1891年（明治24年） - 常磐村大字滝の一部より、大字新田（または真田）として分立[11]。
- 1955年（昭和30年）2月1日 - 岡崎市へ編入し、同市真伝町となる[12]。
- 1978年（昭和53年）8月10日 - 一部が松橋町となる[12][13]。
- 2004年（平成16年）7月16日 - 一部が真伝一〜二丁目となる[13]。
- 2018年（平成30年）6月9日 - 一部が真伝吉祥一〜二丁目となる[14]。

### 史跡
- 吉祥第1号墳
- 吉祥第2号墳
- 吉祥第3号墳
- 満場第1号墳
- 満場第2号墳
- 満場第3号墳

## 交通

### 道路
- 東名高速道路
  - 通過するのみである
- 愛知県道335号南大須鴨田線
  - 大沼街道
- 愛知県道477号東大見岡崎線
  - グランドロード
- 都市計画道路井田町線[15]

## 施設
- 岡崎市龍北総合運動場（旧「愛知県岡崎総合運動場」。2020年7月4日に再オープンした。）
- レオナ第一幼稚園
- 桜木ゴルフクラブ
- 吉祥ひささぎ公園
- ドラッグストアゲンキー真伝町店

## その他

### 日本郵便
- 郵便番号 : 444-3174[2]（集配局：岩津郵便局[16]）。

## 参考資料
- 「角川日本地名大辞典」編纂委員会 編『角川日本地名大辞典 23 愛知県』角川書店、1989年。
- 平凡社 編『日本歴史地名大系 23 愛知県の地名』1981年。
- 新編岡崎市史編さん委員会 編『新編岡崎市史 総集編 20』1993年。